# Grind

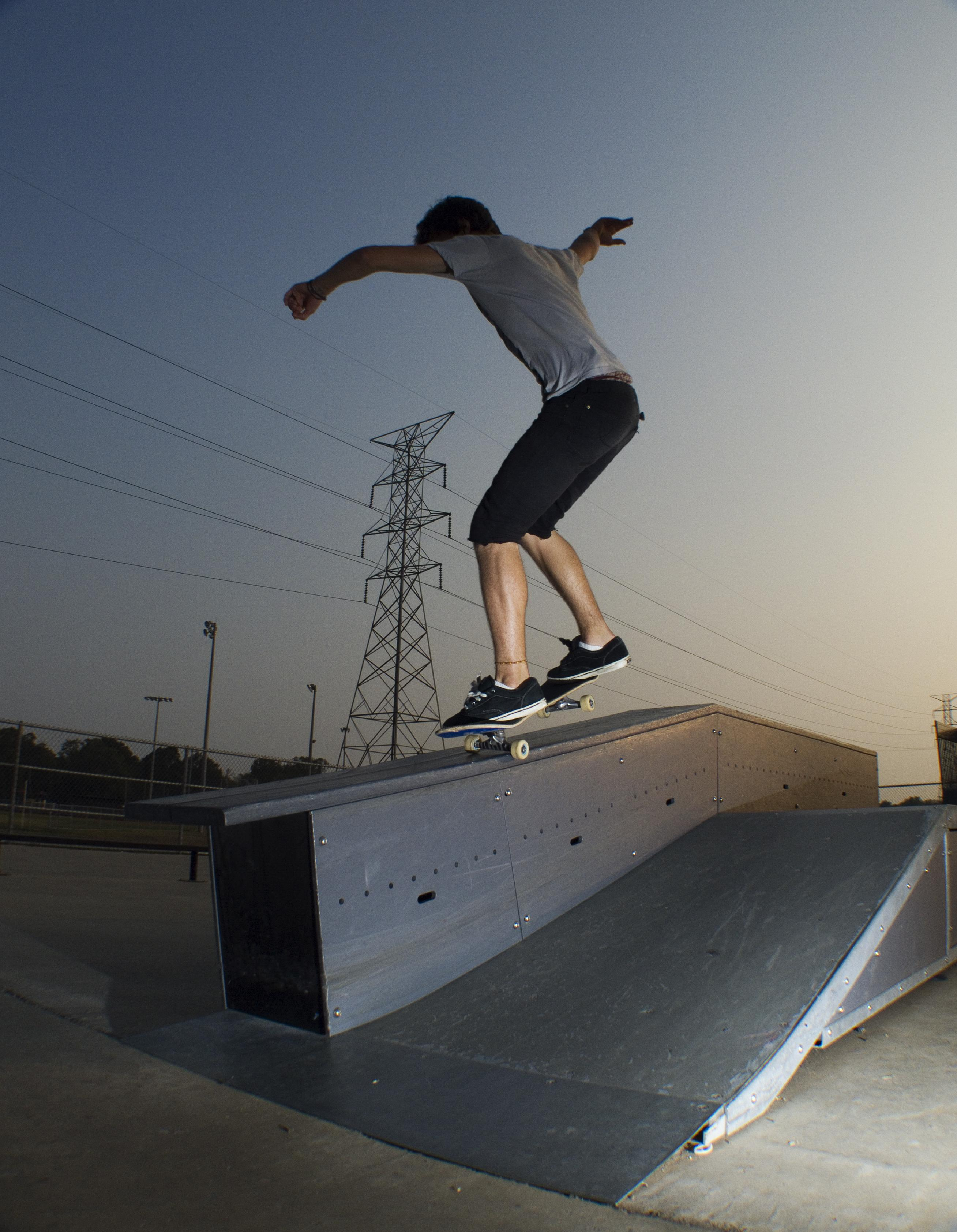
Nosegrind

Grind – ewolucja skateboardowa, fingerboardowa, rowerowa polegająca na ślizgu po rurce czy krawędzi elementu skateparku, murkach, itp. W odróżnieniu od slide'a do poślizgu są wykorzystywane trucki, a nie deck deskorolki, a w BMX pegi.
Niektóre grindy, podobnie jak slide'y, biorą swoje nazwy od części deskorolki, która styka się z podłożem – np. nosegrind – wykonywany na przednim trucku.

## Przykłady grindów
- 50-50 – najprostszy grind, wykonywany na obu truckach
- Nosegrind – ślizg wykonywany tylko na przednim trucku, oś deskorolki pokrywa się z grindowaną krawędzią. Występują dwie podstawowe modyfikacje nosegrinda:
  - Crooked – odchylenie tyłu deskorolki w stronę, z której skater podjeżdżał do przeszkody
  - Overcrook – podobnie jak crooked, jednak tył deskorolki jest odchylany w stronę przeciwną
- 5-0 – grind wykonywany na tylnym trucku. Przód deskorolki jest wyraźnie podniesiony do góry. Oś deskorolki pokrywa się z grindowaną krawędzią
  - Salad Grind – przeciwieństwo crooked grinda – podczas grindowania na tylnym trucku przód deski jest odchylony od osi grindowanej krawędzi
- Smith oraz Feeble – wykonywane na tylnym trucku, jednak przód deskorolki nie jest podniesiony do góry – przeciwnie, kółka zazwyczaj są poniżej grindowanej krawędzi. Wymusza to przesunięcie przodu deski w bok. Gdy jest przesunięty w stronę, z której był wykonywany najazd, jest to feeble, w przypadku przeciwnym – smith.